# Mandshoved
Mandshoved (norrønt Hǫfuð) er et sagnomspundet sværd, der ejes af Hejmdal. Det nævnes i Gylfaginning ckapitel 26.

| Anthony Faulkess udgave: Heimdalar sverð er kallat Hǫfuð. | Arthur Brodeurs oversættelse: Hejmdals sværd kaldes Mandshoved. Arkiveret 4. marts 2016 hos Wayback Machine |  |

Skáldskaparmál nævner også en mystisk myte om Hejmdals hoved og et sværd i ottende kapitel.